# Grand Prix-wegrace van Brazilië 1989
De Grand Prix-wegrace van Brazilië 1989 was de vijftiende en laatste Grand Prix van het wereldkampioenschap wegrace in het seizoen 1989. De races werden verreden op 17 september 1989 op het Autódromo Internacional de Goiânia nabij Goiânia in Goiás, Brazilië. Alleen de 250cc-klasse en de 500cc-klasse kwamen aan de start. In deze Grand Prix werd de wereldtitel in de 500cc-klasse beslist. De titel in de 250cc-klasse was al eerder beslist.

## Algemeen
Er was al wekenlang twijfel geweest of de Braziliaanse Grand Prix wel kon doorgaan omdat er opnieuw problemen waren met de financiën. Dat was voor de coureurs belangrijk, want niet alleen kwamen de start- en prijzengelden in gevaar, maar ook de reiskostenvergoeding. Het leidde op zaterdag bijna tot een rijdersstaking, maar de organisatie wist die te voorkomen door de nog verschuldigde reiskosten van Dunlop, Cagiva Corse en Iberna (de vader van Alessandro Valesi) te innen en een garantstelling van de FIM te verkrijgen. Zo ontstond er wel een schuld van 100.000 dollar aan de FIM, die snel betaald moest worden want de Nieuwe cruzeiro devalueerde met 1½ % per dag. Toen de financiën geregeld waren trok een aantal fabriekscoureurs langs de teams om contractbesprekingen voor het seizoen 1990 te voeren. Er kwam nog niet veel concreets uit, behalve dat Wayne Rainey al een mondelinge toezegging had gedaan aan Kenny Roberts, dat Sito Pons een nieuwe Honda NSR 500 met volledige fabriekssteun zou krijgen en dat Alex Barros op de 500cc-Cagiva zou gaan rijden.
Intussen werd er nog gestreden om de titel in de 500cc-klasse, waar Eddie Lawson een vrij comfortabele voorsprong op Wayne Rainey had. Rainey kon alleen hopen op een klassering bij de eerste twee, waarbij Lawson dan ook nog puntloos moest blijven. 

### Kanshebbers titel 500cc-klasse voor deze GP
| Pos | Coureur      | Merk                               | Ptn   | {\displaystyle \Delta } | Overwinningen |
| --- | ------------ | ---------------------------------- | ----- | ----------------------- | ------------- |
| 1   | Eddie Lawson | Kanemoto Racing-Rothmans-HRC-Honda | 211   | -                       | 4             |
| 2   | Wayne Rainey | Roberts-Lucky Strike-Yamaha        | 195,5 | -15,5                   | 3             |

In de 250cc-klasse was Sito Pons al wereldkampioen, maar de tweede plaats was nog onbeslist. Reinhold Roth en Jacques Cornu hadden beiden 180 punten en als dat zo zou blijven zou Roth dankzij twee overwinningen tweede in het kampioenschap worden. Dat was onwaarschijnlijk en het ging er voor beide rijders dus om dat ze minstens één punt meer scoorden dan de concurrent.

### Kanshebbers tweede plaats 250cc-klasse voor deze GP
| Pos | Coureur       | Merk                                   | Ptn | {\displaystyle \Delta } | Overwinningen |
| --- | ------------- | -------------------------------------- | --- | ----------------------- | ------------- |
| 2   | Reinhold Roth | HB-Römer-HRC-Honda/ HB-Shoei-HRC-Honda | 180 | -                       | 2             |
| 2   | Jacques Cornu | Lucky Strike-ELF-HRC-Honda             | 180 | -                       | 1             |

## 500cc-klasse

### De training
Wayne Rainey was de snelste in de training, voor Kevin Schwantz die twee keer viel. Wayne Gardner, die in de training in Tsjecho-Slowakije een voet gekneusd had, was teruggekomen op zijn besluit om rust te nemen en reed de zesde tijd. Hoewel Dominique Sarron weer terug was, mocht zijn tijdelijke vervanger Adrien Morillas met de tweede ELF-ROC-HRC-Honda trainen en hij plaatste zich als veertiende. 

#### Trainingstijden
| Pos | Coureur             | Merk                               | Tijd     |
| --- | ------------------- | ---------------------------------- | -------- |
| 1.  | Wayne Rainey        | Roberts-Lucky Strike-Yamaha        | 1"25'447 |
| 2.  | Kevin Schwantz      | Pepsi-Suzuki                       | 1"26'147 |
| 3.  | Eddie Lawson        | Kanemoto Racing-Rothmans-HRC-Honda | 1"26'614 |
| 4.  | Kevin Magee         | Roberts-Lucky Strike-Yamaha        | 1"26'727 |
| 5.  | Ron Haslam          | Pepsi-Suzuki                       | 1"26'777 |
| 6.  | Wayne Gardner       | Rothmans-HRC-Honda                 | 1"26'945 |
| 7.  | Christian Sarron    | Gauloises-Sonauto-Yamaha           | 1"27'063 |
| 8.  | Mick Doohan         | Rothmans-HRC-Honda                 | 1"27'254 |
| 9.  | Pierfrancesco Chili | Gallina-HB-HRC-Honda               | 1"27'386 |
| 10. | Dominique Sarron    | ELF-ROC-HRC-Honda                  | 1"27'788 |

### De race
Al in de eerste ronde scheidden drie man zich af van de rest van het veld: op kop Eddie Lawson, daarachter Wayne Rainey en Kevin Schwantz. Halverwege de race, toen de eerste achterblijvers gepasseerd werden, was al duidelijk te zien dat de banden het moeilijk kregen. Alle drie hadden ze last van uitbrekende achterwielen en het was opmerkelijk dat Lawson, die aan de elfde plaats genoeg had om de wereldtitel binnen te slepen, zich met de strijd bleef bemoeien. Rainey kon dat niet, zijn Dunlop banden gaven het op en hij moest Lawson en Schwantz laten gaan. Daarmee was zijn kans op de titel ook verkeken. Na 22 ronden nam Schwantz de leiding over. De titel van Lawson kwam toch nog even in gevaar toen achterblijver Vincenzo Cascino vlak voor hem viel. Had Cascino dat een seconde eerder gedaan dan had Lawson hem niet meer kunnen ontwijken en was Rainey tweede en wereldkampioen geworden. Het liep echter goed af voor Lawson. 
| Pos | Coureur                      | Merk                               | Tijd      | Grid | Punten |
| --- | ---------------------------- | ---------------------------------- | --------- | ---- | ------ |
| 1   | Kevin Schwantz               | Pepsi-Suzuki                       | 46"44'39  | 2    | 20     |
| 2   | Eddie Lawson                 | Kanemoto Racing-Rothmans-HRC-Honda | 46"46'09  | 3    | 17     |
| 3   | Wayne Rainey                 | Roberts-Lucky Strike-Yamaha        | 46"55'60  | 1    | 15     |
| 4   | Mick Doohan                  | Rothmans-HRC-Honda                 | 47"03'51  | 8    | 13     |
| 5   | Ron Haslam                   | Pepsi-Suzuki                       | 47"08'64  | 5    | 11     |
| 6   | Kevin Magee                  | Roberts-Lucky Strike-Yamaha        | 47"17'81  | 4    | 10     |
| 7   | Wayne Gardner                | Rothmans-HRC-Honda                 | 47"18'02  | 6    | 9      |
| 8   | Christian Sarron             | Gauloises-Sonauto-Yamaha           | 47"23'00  | 7    | 8      |
| 9   | Niall Mackenzie              | Agostini-Marlboro-Yamaha           | 47"51'03  | 12   | 7      |
| 10  | Adrien Morillas              | ELF-ROC-HRC-Honda                  | 47"54'40  | 14   | 6      |
| 11  | Randy Mamola                 | Cagiva Corse                       | 47"56'04  | 13   | 5      |
| 12  | Rob McElnea                  | Cabin-HRC-Honda                    | 47"56'82  | 11   | 4      |
| 13  | Alessandro Valesi            | Iberna-Yamaha                      | +1 ronde  | 15   | 3      |
| 14  | Simon Buckmaster             | Team Katayama-Honda                | +1 ronde  | 17   | 2      |
| 15  | Juan López Mella             | Xunta-Honda                        | +2 ronden | 16   | 1      |
| 16  | Fernando González De Nicolás | Club Cross Pozuelo-Honda           | +3 ronden | 20   |        |
| 17  | Niggi Schmassmann            | Technotron-Honda                   | +3 ronden | 18   |        |

| Coureur             | Merk                 | Oorzaak         | Grid |
| ------------------- | -------------------- | --------------- | ---- |
| Vincenzo Cascino    | Nolan-Suzuki         | Val             | 19   |
| Dominique Sarron    | ELF-ROC-HRC-Honda    | Val             | 10   |
| Pierfrancesco Chili | Gallina-HB-HRC-Honda | Bandenproblemen | 9    |

| Coureur       | Merk                 | Oorzaak | Grid |
| ------------- | -------------------- | ------- | ---- |
| Marco Gentile | Fior-Marlboro-Yamaha |         | 21   |

| Coureur      | Merk  |
| ------------ | ----- |
| Peter Graves | Honda |

| Coureur           | Merk                             | Oorzaak   |
| ----------------- | -------------------------------- | --------- |
| Sepp Doppler      | Honda                            |           |
| Michael Dowson    | Yamaha                           |           |
| Bruno Kneubühler  | Römer-Honda                      |           |
| Alois Meyer       | Rallye Sport-Honda               |           |
| Ernst Gschwender  | Suzuki Deutschland               |           |
| Michael Rudroff   | Rallye Sport-Honda               |           |
| Thierry Crine     | Konica Minolta-Suzuki            | [ 1 ]     |
| Roger Burnett     | Rothmans-HRC-Honda               |           |
| Eddie Laycock     | Millar-Honda                     |           |
| Alberto Rota      | Agostini-Marlboro-Yamaha         |           |
| Fabio Biliotti    | Team Katayama-Honda              |           |
| Luca Cadalora     | Agostini-Marlboro-Yamaha         |           |
| Massimo Broccoli  | Cagiva Corse                     |           |
| Romolo Balbi      | Honda                            |           |
| Kunio Machii      | Nescafé-Yamaha                   | [ 2 ]     |
| Norihiko Fujiwara | Tech 21-Yamaha                   | [ 3 ]     |
| Shinichi Ito      | Seed-HRC-Honda                   | [ 2 ]     |
| Shunji Yatsushiro | Pentax-HRC-Honda                 | [ 2 ]     |
| Tadahiko Taira    | Tech 21-Yamaha                   | Gezin     |
| Andreas Leuthe    | Librenti-Suzuki                  |           |
| Cees Doorakkers   | Honda                            |           |
| Peter Lindén      | Flygvapnet-Eurovan Germany-Honda |           |
| Bubba Shobert     | Cabin-HRC-Honda USA              | Gewond    |
| Fred Merkel       | Gallina-HB-HRC-Honda             |           |
| Freddie Spencer   | Agostini-Marlboro-Yamaha         | Ontslagen |
| John Kocinski     | Roberts-Yamaha                   | [ 6 ]     |

### Top tien eindstand 500cc-klasse
| Pos. | Coureur             | Team/merk                          | Punten |
| ---- | ------------------- | ---------------------------------- | ------ |
| 1    | Eddie Lawson        | Kanemoto Racing-Rothmans-HRC-Honda | 228    |
| 2    | Wayne Rainey        | Roberts-Lucky Strike-Yamaha        | 210,5  |
| 3    | Christian Sarron    | Gauloises-Sonauto-Yamaha           | 165,5  |
| 4    | Kevin Schwantz      | Pepsi-Suzuki                       | 162,5  |
| 5    | Kevin Magee         | Roberts-Lucky Strike-Yamaha        | 138,5  |
| 6    | Pierfrancesco Chili | Gallina-HB-HRC-Honda               | 122    |
| 7    | Niall Mackenzie     | Agostini-Marlboro-Yamaha           | 103    |
| 8    | Ron Haslam          | Pepsi-Suzuki                       | 86     |
| 9    | Mick Doohan         | Rothmans-HRC-Honda                 | 81     |
| 10   | Wayne Gardner       | Rothmans-HRC-Honda                 | 67     |

## 250cc-klasse

### De training
Loris Reggiani had nog geen indruk kunnen maken met zijn Honda, met als beste resultaat een vijfde plaats in de Britse Grand Prix, maar nu reed hij de snelste trainingstijd. De Honda's domineerden de trainingen opnieuw, met als enige vreemde eend in de bijt Luca Cadalora met een Yamaha. Cadalora had opnieuw gepast voor een kans om op de Yamaha YZR 500 van de ontslagen Freddie Spencer te rijden. De aandacht ging vooral uit naar Jacques Cornu en Reinhold Roth, die om de tweede plaats in het WK vochten. Cornu trainde 0,1 seconde sneller dan Roth. 

#### Trainingstijden
| Pos | Coureur          | Merk                        | Tijd     |
| --- | ---------------- | --------------------------- | -------- |
| 1.  | Loris Reggiani   | HB-HRC-Honda                | 1:28;989 |
| 2.  | Carlos Cardús    | Repsol-HRC-Honda España     | 1"29'143 |
| 3.  | Jacques Cornu    | Lucky Strike-ELF-HRC-Honda  | 1"29'503 |
| 4.  | Luca Cadalora    | Agostini-Marlboro-Yamaha    | 1"29'534 |
| 5.  | Sito Pons        | Campsa-JJ Cobas-HRC-Honda   | 1"29'557 |
| 6.  | Reinhold Roth    | HB-Shoei-HRC-Honda          | 1"29'618 |
| 7.  | Helmut Bradl     | HB-Römer-HRC-Honda          | 1"29'767 |
| 8.  | Carlos Lavado    | Rudy Project-Aprilia-Rotax  | 1"29'772 |
| 9.  | Masahiro Shimizu | Ajinomoto-HRC-Honda         | 1"29'833 |
| 10. | Juan Garriga     | Nieto-Ducados-Repsol-Yamaha | 1"30'146 |

### De race
In het begin bestond de kopgroep uit Reinhold Roth, Masahiro Shimizu, Carlos Cardús, Luca Cadalora en Loris Reggiani, terwijl Sito Pons een slecht start had gehad. Op het moment dat Pons nam Cadalora de leiding. Het gevecht tussen Roth en Jacques Cornu kwam er niet, omdat Cornu's Dunlops het niet aankonden en hij terugzakte naar de negende plaats. Cadalora won de race voor Shimizu en Reggiani, die zijn eerste podiumplaats voor Honda boekte. Roth werd slechts zesde, maar dat was genoeg om de tweede plaats in het WK te grijpen ten koste van Cornu. Carlos Lavado werd zevende, op zich niet indrukwekkend voor een oud-wereldkampioen, maar hij moest het doen met de Yamaha TZ 250-productieracer van de geblesseerde Fabio Barchitta. 
| Pos | Coureur             | Merk                        | Tijd      | Grid | Punten |
| --- | ------------------- | --------------------------- | --------- | ---- | ------ |
| 1   | Luca Cadalora       | Agostini-Marlboro-Yamaha    | 40"46'14  | 4    | 20     |
| 2   | Masahiro Shimizu    | Ajinomoto-HRC-Honda         | 40"46'38  | 9    | 17     |
| 3   | Loris Reggiani      | HB-HRC-Honda                | 40"46'94  | 1    | 15     |
| 4   | Sito Pons           | Campsa-JJ Cobas-HRC-Honda   | 40"47'50  | 5    | 13     |
| 5   | Carlos Cardús       | Repsol-HRC-Honda España     | 40"53'94  | 2    | 11     |
| 6   | Reinhold Roth       | HB-Shoei-HRC-Honda          | 40"59'10  | 6    | 10     |
| 7   | Carlos Lavado       | Rudy Project-Aprilia-Rotax  | 41"06'75  | 8    | 9      |
| 8   | Helmut Bradl        | HB-Römer-HRC-Honda          | 41"07'14  | 7    | 8      |
| 9   | Jacques Cornu       | Lucky Strike-ELF-HRC-Honda  | 41"07'55  | 3    | 7      |
| 10  | Alex Barros         | McDonald's-Venemotos-Yamaha | 41"24'18  | 16   | 6      |
| 11  | Juan Garriga        | Nieto-Ducados-Repsol-Yamaha | 41"24'35  | 10   | 5      |
| 12  | Gary Cowan          | Docshop-Yamaha              | 41"40'33  | 12   | 4      |
| 13  | Jochen Schmid       | Honda                       | 41"40'54  | 20   | 3      |
| 14  | Luis Lavado         | Yamaha                      | 41"41'16  | 19   | 2      |
| 15  | Martin Wimmer       | Hein Gericke-Aprilia-Rotax  | 41"43'11  | 13   | 1      |
| 16  | Harald Eckl         | Römer-Aprilia-Rotax         | 41"49'35  | 15   |        |
| 17  | Alain Bronec        | Aprilia-Rotax               | 42"03'34  | 22   |        |
| 18  | Renzo Colleoni      | Aprilia-Rotax               | 42"03'58  | 18   |        |
| 19  | Miguel Gonzales     | Yamaha                      | +1 ronde  | 23   |        |
| 20  | José Barresi        | Yamaha                      | +1 ronde  | 21   |        |
| 21  | Jean-François Baldé | Yamaha                      | +1 ronde  | 24   |        |
| 22  | Eduardo Aleman      | Yamaha                      | +2 ronden | 25   |        |
| 23  | Francisco Incorvaia | Yamaha                      | +3 ronden | 26   |        |

| Coureur            | Merk                 | Oorzaak | Grid |
| ------------------ | -------------------- | ------- | ---- |
| Ricardo Blanco     | Yamaha               |         | 28   |
| Eduardo Amen       | Yamaha               |         | 27   |
| Alberto Puig       | Nieto-Ducados-Yamaha |         | 14   |
| Didier de Radiguès | Aprilia-Rotax        |         | 11   |
| Paolo Casoli       | Pileri-AGV-Honda     |         | 17   |

| Coureur                   | Merk                            | Oorzaak  |
| ------------------------- | ------------------------------- | -------- |
| Andreas Preining          | Aprilia-Rotax                   |          |
| August Auinger            | Project Consult-Yamaha          |          |
| Daryl Beattie             | Honda                           |          |
| Hans Becker               | Yamaha                          | Blessure |
| Manfred Herweh            | Yamaha                          |          |
| Daniel Amatriaín          | Team Katayama-Ducados-HRC-Honda |          |
| Adrien Morillas           | Yamaha                          | [ 8 ]    |
| Jean-Philippe Ruggia      | Gauloises-Sonauto-Yamaha        | Blessure |
| Kevin Mitchell            | Yamaha                          |          |
| Alberto Rota              | FMI-Aprilia-Rotax               |          |
| Fausto Ricci              | FMI-Aprilia-Rotax               |          |
| Marcellino Lucchi         | Aprilia-Rotax                   |          |
| Maurizio Vitali           | Honda                           |          |
| Stefano Caracchi          | Honda                           |          |
| Junya Arai                | Honda                           | [ 2 ]    |
| Tadayuki Okada            | Cabin-HRC-Honda                 | [ 2 ]    |
| Toshihiko Honma           | Yamaha                          | [ 10 ]   |
| Toshinobu Shiomori        | Yamaha                          | [ 2 ]    |
| Patrick van den Goorbergh | Docshop-Yamaha                  |          |
| Wilco Zeelenberg          | Samson-Sharp-HRC-Honda          |          |
| Jim Filice                | HRC-Honda                       | [ 11 ]   |
| John Kocinski             | Roberts-Yamaha                  | [ 12 ]   |

| Pos. | Coureur              | Team/merk                              | Punten |
| ---- | -------------------- | -------------------------------------- | ------ |
| 1    | Sito Pons            | Campsa-JJ Cobas-HRC-Honda              | 262    |
| 2    | Reinhold Roth        | HB-Römer-HRC-Honda/ HB-Shoei-HRC-Honda | 190    |
| 3    | Jacques Cornu        | Lucky Strike-ELF-HRC-Honda             | 187    |
| 4    | Carlos Cardús        | Repsol-HRC-Honda España                | 166    |
| 5    | Luca Cadalora        | Agostini-Marlboro-Yamaha               | 127    |
| 6    | Masahiro Shimizu     | Ajinomoto-HRC-Honda                    | 116    |
| 7    | Jean-Philippe Ruggia | Gauloises-Sonauto-Yamaha               | 110    |
| 8    | Juan Garriga         | Nieto-Ducados-Repsol-Yamaha            | 98     |
| 9    | Helmut Bradl         | HB-Römer-HRC-Honda                     | 88     |
| 10   | Martin Wimmer        | Hein Gericke-Aprilia-Rotax             | 62     |

## Trivia

### Banden
Met de hoge temperaturen in Goiânia vielen de banden van Dunlop en Pirelli definitief door de mand. Wayne Rainey, Kevin Magee en Jacques Cornu (Dunlop) moesten allemaal halverwege de race hun concurrenten met Michelin's laten gaan en Pierfrancesco Chili (Pirelli) besloot zelfs zijn race te staken. Overstappen naar Michelin in 1990 was nog niet zo eenvoudig, want nieuw klanten kregen daar altijd tweede keus banden. Het was voor de teams van Lucky Strike en Gallina dus nog maar de vraag wat verstandiger was.

### Privérijders
Privérijders hadden het allemaal moeilijk omdat zowel Honda (Honda RS 500) als Suzuki (Suzuki RG 500) al halverwege de jaren tachtig waren gestopt met de productie van "klantenmotoren". De Brit Peter Graves zag zijn kans schoon in Brazilië, dat voor de meeste van zijn collega's te duur was. Daar kon hij zich eindelijk eens kwalificeren, wat hem met de normale concurrentie nooit zou lukken. Mike Trimby (IRTA) had Graves al eerder afgeraden om naar Brazilië te gaan en verwachtte dat Bill Smith, de voorzitter van de Britse Auto-Cycle Union, hem niet van een startbewijs zou voorzien. Dat gebeurde echter wel, waardoor er een conflict ontstond tussen Trimby en Jo Zegwaard, de vertegenwoordiger van de FIM. Ook de coureurs bemoeiden zich ermee. Zij tekenden een petitie waarin stond dat ze vonden dat een rijdende chicage als Graves niet aan een Grand Prix zou moeten kunnen deelnemen. Graves kwalificeerde zich echter niet, waardoor dat gevaar geweken was. Na de race was de kersverse wereldkampioen Eddie Lawson niet alleen maar blij: hij was woedend op de Chileen Vincenzo Cascino, die op een ronde werd gereden maar vlak voor Laswon viel. Lawson kon hem nog net ontwijken, maar als dat niet gelukt was, was de wereldtitel naar Wayne Rainey gegaan.
1987 · 1988 · 1989 · 1992